# Nicotiana excelsior
Nicotiana excelsior là loài thực vật có hoa trong họ Cà. Loài này được (Black) Black mô tả khoa học đầu tiên năm 1926.